# Gastroserica patkaiensis
Gastroserica patkaiensis är en skalbaggsart som beskrevs av Ahrens 2000. Gastroserica patkaiensis ingår i släktet Gastroserica och familjen Melolonthidae. Inga underarter finns listade i Catalogue of Life.